# Heeresgruppe G
Die Heeresgruppe G war ein Großverband des Heeres der Wehrmacht während des Zweiten Weltkrieges. Sie diente in den Jahren 1944/45 als Kommandobehörde für den südlichen Teil der deutschen Westfront. Unterstellt waren ihr vor allem die 1. Armee und die 19. Armee, zeitweise aber auch die 7. Armee, die 24. Armee und die 5. Panzerarmee.

## Werdegang
Die spätere Heeresgruppe wurde gemäß Führerbefehl vom 26. April 1944 unter der Bezeichnung Armeegruppe G in Südfrankreich aufgestellt. Erster Oberbefehlshaber war Generaloberst Johannes Blaskowitz, unterstellt waren die 1. Armee an der Atlantikküste und die 19. Armee an der französischen Mittelmeerküste. Nach den erfolgreichen Landungen der Alliierten in der Normandie am 6. Juni und in Südfrankreich am 15. August 1944 kämpfte sich die Heeresgruppe im Spätsommer und Frühherbst nach Lothringen, in das Elsass und an den Westwall zurück. Am 9. September 1944 erfolgte die Umbenennung in Heeresgruppe G. Im November 1944 kämpfte sie mit nur 700.000 Soldaten gegen die 3. US-Armee des Generals Patton, der sie schwere Verluste zufügte.
Im Januar 1945 waren Teile der Heeresgruppe G am Unternehmen Nordwind, der letzten deutschen Offensive an der Westfront, beteiligt. Im März wurde sie im Rahmen der amerikanisch-französischen Operation Undertone vom linken Rheinufer vertrieben und musste sich nach Süddeutschland zurückziehen. Bis zum Kriegsende wurden die Reste der Heeresgruppe auf die Nordalpen bzw. das Erzgebirge und den Böhmerwald (7. Armee) zurückgedrängt.
Am 29. April 1945 ordnete der Oberbefehlshaber im Südraum, Generalfeldmarschall Albert Kesselring, die Auflösung des Heeresgruppenkommandos an, da es über keinerlei Führungsmöglichkeiten mehr verfügte. Nach dem Selbstmord Hitlers wurde das Kommando jedoch bereits am 3. Mai wieder errichtet und mit der Durchführung der Kapitulation im süddeutsch-westösterreichischen Raum beauftragt. Am 5. Mai 1945 wurde die Kapitulation der Heeresgruppe G im Thorak-Atelier in Baldham (etwa 10 km von der östlichen Stadtgrenze Münchens entfernt) unterzeichnet. Andere Quellen geben als Ort der Kapitulation das wenige Kilometer entfernte Haar bei München an, das auch in der Kapitulationsurkunde genannt ist. Die Kapitulation trat einen Tag später in Kraft.

## Oberbefehlshaber
- 9. Mai 1944 Generaloberst Johannes Blaskowitz
- 21. September 1944 General der Panzertruppe Hermann Balck
- 22. Dezember 1944 General der Infanterie Hans von Obstfelder (mit der stellvertretenden Führung beauftragt)
- 24. Dezember 1944 Generaloberst Johannes Blaskowitz
- 29. Januar 1945 Oberst-Gruppenführer und Generaloberst der Waffen-SS Paul Hausser
- 4. April 1945 General der Infanterie Friedrich Schulz[1]

## Gliederung der Heeresgruppe
Heeresgruppen-Truppen
- Heeresgruppen-Nachrichten-Regiment 609

Unterstellte Großverbände
| Datum          | Unterstellte Großverbände                |
| -------------- | ---------------------------------------- |
| Mai 1944       | 1. Armee, 19. Armee                      |
| August 1944    | 19. Armee                                |
| September 1944 | 1. Armee, 19. Armee, 5. Panzerarmee      |
| Januar 1945    | 1. Armee                                 |
| Februar 1945   | 1. Armee, 19. Armee                      |
| April 1945     | 1. Armee, 7. Armee, 19. Armee, 24. Armee |